# Jeglič (priimek)
Jeglič je priimek v Sloveniji, ki ga je po podatkih Statističnega urada Republike Slovenije na dan 1. januarja 2010 uporabljalo 273 oseb.

## Znani nosilci priimka
- Andraž Jeglič (1865—1937), pravnik, sodnik
- Andrej Jeglič (1827—1894), narodni delavec, čitalničar
- Anton Jeglič (1935—2024), elektrotehnik, univerzitetni profesor, alpinist, politik
- Anton Bonaventura Jeglič (1850—1937), ljubljanski škof, naslovni nadškof
- Branko Jeglič (1903—1920), pesnik, pisatelj
- Ciril Jeglič (1897—1988), agronom, hortikulturnik, dendrolog
- Franjo Jeglič (1856—1935), župnik na Dovjem, urednik mesečnika Slovenski čebelar, sadjerejec
- Frank Jeglič, vesoljska tehnika (ZDA)
- Herbert Jeglič (1943—2025), mednarodni rokometni sodnik (svet. merilo), častni član Rokometne zveze Slovenije
- Janez Jeglič - Johan (1961—1997), alpinist in gorski reševalec
- Janko Nepomuk Jeglič (1859—1933), šolnik, ljubljanski častni meščan
- Jovita Jeglič, rokometašica
- Majda Jeglič, prevajalka
- Marija Jeglič – Meri (*1991), plezalka, alpinistka
- Peter Jeglič (*1947), varnostno-obveščevalni strokovnjak
- Peter Jeglič (*1977), fizik (IJS)
- Radovan Jeglič, likovni umetnik
- Teja Jeglič, modna oblikovalka v Angliji
- Timotej Jeglič (*2002), smučarski skakalec
- Tomaž (Marijan) Jeglič (1941—2018), arhitekt, risar, urbanist
- Urška Jeglič (*1993), religiologinja, strokovnjakinja za islam, verski sinkretizem in poučevanje religij
- Željko Jeglič (1898—1977), dr. prava, železničar
- Željko Jeglič (1929—2024), diplomat, šef slovenskega protokola
- Žiga Jeglič (*1988), hokejist